# René (bier)
René is een Belgisch biermerk en wordt gebrouwen door Brouwerij De Graal te Brakel, volgens een recept van bierfirma René.

## Achtergrond
Bierfirma René werd opgericht in 2015 door vier vrienden. De 4 sterretjes op het etiket verwijzen naar dit gezelschap. De naam René verwijst naar de schoongrootvader van de brouwer Koenraad Lerminiaux, die zijn eigen artisanaal bier toegewezen kreeg na jarenlange kaartpartijen met broer Omer, brouwer van het naambier Omer.

## Varianten
- Blonde René is een goudblond aromatisch bier van hoge gisting met hergisting op de fles. Het heeft door de drie gebruikte hoppen een zeer volle smaak met een lichte zoete prikkeling. René blond heeft een bittere afdronk en wordt best geserveerd op 6 °C.

- Stoute René is een donkerbruin aromatische stout met volle smaak en bittere afdronk. Door de gebrande mouten wordt een lichte koffiesmaak bekomen. Aangevuld met een specifieke kruiding zorgt dit voor een karaktervol bier met een alcoholpercentage van 6%.

## Prijzen
- 2016 - 1ste plaats "Beste bier" met René (blond), Internationaal Bierfestival Wieze[2]
- 2017 - 1ste plaats "Beste bier" met René (blond), Internationaal Bierfestival Wieze[3]
- 2018 - 1ste plaats met René (blond), Hamse Biermarkt (6de editie)
- 2019 - 2de plaats "Consumententrofee" met René (blond), Zythos Bierfestival, Leuven[4]
- 2019 - 3de plaats "Gamma bierfirma" met René, Zythos Bierfestival, Leuven